# Červorovití
Červorovití (Ichthyophiidae) představují čeleď beznohých obojživelníků z řádu červorů (Gymnophiona).

## Systematika
Všichni červoři byli dlouhodobě vedeni v rámci jediné čeledi cecíliovití (Caeciliidae). Čeleď Ichthyophiidae vymezil teprve americký herpetolog Edward Harrison Taylor ve své přelomové monografii z roku 1968, jež se poprvé snažila vytvořit ucelenější systém tohoto špatně známého řádu obojživelníků.
V původním Taylorově pojetí zahrnovali červorovití čtyři rody: Ichthyophis a Caudacaecilia z Asie a Epicrionops a Rhinatrema z Jižní Ameriky. Jihoamerické rody však byly roku 1977 vyčleněny do samostatné čeledi pačervorovití (Rhinatrematidae). Roku 1979 byl do čeledi Ichthyophiidae přeřazen rod Uraeotyphlus, jenž byl původně klasifikován v rámci čeledi Caeciliidae. Rod Uraeotyphlus byl následně v rámci různých studií řazen buďto dále v rámci Ichthyophiidae, anebo v rámci samostatné čeledi Uraeotyphlidae. Fylogenetické studie považují za nejbazálnější červory pačervorovité, s následnou divergencí zástupců rodů Ichthyophis a Uraeotyphla, a to buď nezávisle, nebo ze společného předka.
Následující seznam druhů vychází z . Původní rod Caudacaecilia byl synonymizován v rámci Ichthyophis.
- čeleď Ichthyophiidae
  - rod Ichthyophis – červor
    - Ichthyophis acuminatus Taylor, 1960
    - Ichthyophis alfredi Mathew and Sen, 2009
    - Ichthyophis asplenius Taylor, 1965
    - Ichthyophis atricollaris Taylor, 1965
    - Ichthyophis beddomei Peters, 1880
    - Ichthyophis benjii Lalremsanga, Purkayastha, Biakzuala, Mathipi, Muansanga, and Hmar, 2021
    - Ichthyophis bernisi Salvador, 1975
    - Ichthyophis biangularis Taylor, 1965
    - Ichthyophis billitonensis Taylor, 1965
    - Ichthyophis cardamomensis Geissler, Poyarkov, Grismer, Nguyen, An, Neang, Kupfer, Ziegler, Böhme, and Müller, 2015
    - Ichthyophis catlocensis Geissler, Poyarkov, Grismer, Nguyen, An, Neang, Kupfer, Ziegler, Böhme, and Müller, 2015
    - Ichthyophis chaloensis Geissler, Poyarkov, Grismer, Nguyen, An, Neang, Kupfer, Ziegler, Böhme, and Müller, 2015
    - Ichthyophis daribokensis Mathew and Sen, 2009
    - Ichthyophis davidi Bhatta, Dinesh, Prashanth, Kulkarni, and Radhakrishnan, 2011
    - Ichthyophis dulitensis Taylor, 1960
    - Ichthyophis elongatus Taylor, 1965
    - Ichthyophis garoensis Pillai and Ravichandran, 1999
    - Ichthyophis glandulosus Taylor, 1923
    - Ichthyophis glutinosus (Linnaeus, 1758)
    - Ichthyophis humphreyi Taylor, 1973
    - Ichthyophis hypocyaneus (Van Hasselt in Boie, 1827)
    - Ichthyophis javanicus Taylor, 1960
    - Ichthyophis khumhzi Kamei, Wilkinson, Gower, and Biju, 2009
    - Ichthyophis kodaguensis Wilkinson, Gower, Govindappa, and Venkatachalaiah, 2007
    - Ichthyophis kohtaoensis Taylor, 1960
    - Ichthyophis lakimi Nishikawa, Matsui, and Yambun, 2012
    - Ichthyophis laosensis Taylor, 1969
    - Ichthyophis larutensis Taylor, 1960
    - Ichthyophis longicephalus Pillai, 1986
    - Ichthyophis mindanaoensis Taylor, 1960
    - Ichthyophis monochrous (Bleeker, 1858)
    - Ichthyophis moustakius Kamei, Wilkinson, Gower, and Biju, 2009
    - Ichthyophis multicolor Wilkinson, Presswell, Sherratt, Papadopoulou, and Gower, 2014
    - Ichthyophis nguyenorum Nishikawa, Matsui, and Orlov, 2012
    - Ichthyophis nigroflavus Taylor, 1960
    - Ichthyophis nokrekensis Mathew and Sen, 2009
    - Ichthyophis orthoplicatus Taylor, 1965
    - Ichthyophis paucidentulus Taylor, 1960
    - Ichthyophis paucisulcus Taylor, 1960
    - Ichthyophis pauli Nishikawa, Matsui, Sudin, and Wong, 2013
    - Ichthyophis pseudangularis Taylor, 1965
    - Ichthyophis sendenyu Kamei, Wilkinson, Gower, and Biju, 2009
    - Ichthyophis sikkimensis Taylor, 1960
    - Ichthyophis singaporensis Taylor, 1960
    - Ichthyophis sumatranus Taylor, 1960
    - Ichthyophis supachaii Taylor, 1960
    - Ichthyophis tricolor Annandale, 1909
    - Ichthyophis weberi Taylor, 1920
    - Ichthyophis youngorum Taylor, 1960

  - rod Uraeotyphla – indočervor
    - Uraeotyphlus bombayensis (Taylor, 1960)
    - Uraeotyphlus gansi Gower, Rajendran, Nussbaum, and Wilkinson, 2008
    - Uraeotyphlus interruptus Pillai and Ravichandran, 1999
    - Uraeotyphlus malabaricus (Beddome, 1870)
    - Uraeotyphlus menoni Annandale, 1913
    - Uraeotyphlus narayani Seshachar, 1939
    - Uraeotyphlus oommeni Gower and Wilkinson, 2007
    - Uraeotyphlus oxyurus (Duméril and Bibron, 1841)

## Popis
Červorovití dosahují délky těla mezi 20 a 30 cm, ačkoli některé mohutné druhy, jako je červor bombajský (I. bombayensis), mohou měřit i 40 až 50 cm. Tělo je podobně jako u ostatních červorů hadovité, rozdělené prostřednictvím primárních, sekundárních a terciérních prstencovitých zářezů, mezi nimiž se nacházejí šupiny dermálního původu. Na rozdíl od evolučně odvozenějších červorů, jako jsou cecíliovití, mají červorovití pravý ocas. Na hlavě jim vyrůstají smyslová tykadélka, která leží blíže očím než nozdrám. Oči jsou na pohled patrné, ale překrývá je kůže. Zbarvení červorovitých je typicky levandulově šedé, u některých druhů doplněné žlutými pruhy.
Červorovití se vyskytují v jižní a jihovýchodní Asii směrem na východ až po Wallaceovu linii. Kolonizovali i řadu ostrovních stanovišť, včetně Sumatry, Bornea, Cejlonu či Filipín. Jde o zástupce edafonu tropických deštných lesů a dalších vhodných stanovišť, na povrch vylézají pouze zřídka, typicky za vydatných dešťů. Na základě skrytého způsobu života jsou informace o jejich chování a ekologii jenom sporé – což je, koneckonců, charakteristické i pro ostatní červory. Potravou červorovitých jsou především žížaly a další půdní organismy, v zajetí však bez obtíží přijímají i jinou masitou potravu. Samice červorovitých vykazují rodičovskou péči; provazce nakladených vajíček chrání až do vylíhnutí mláďat. Larvy zpočátku žijí ve vodních tocích a teprve po metamorfóze se přesouvají do půdy. Oplození červorovitých probíhá vnitřně, samčí kopulační orgán se označuje jako phallodeum.

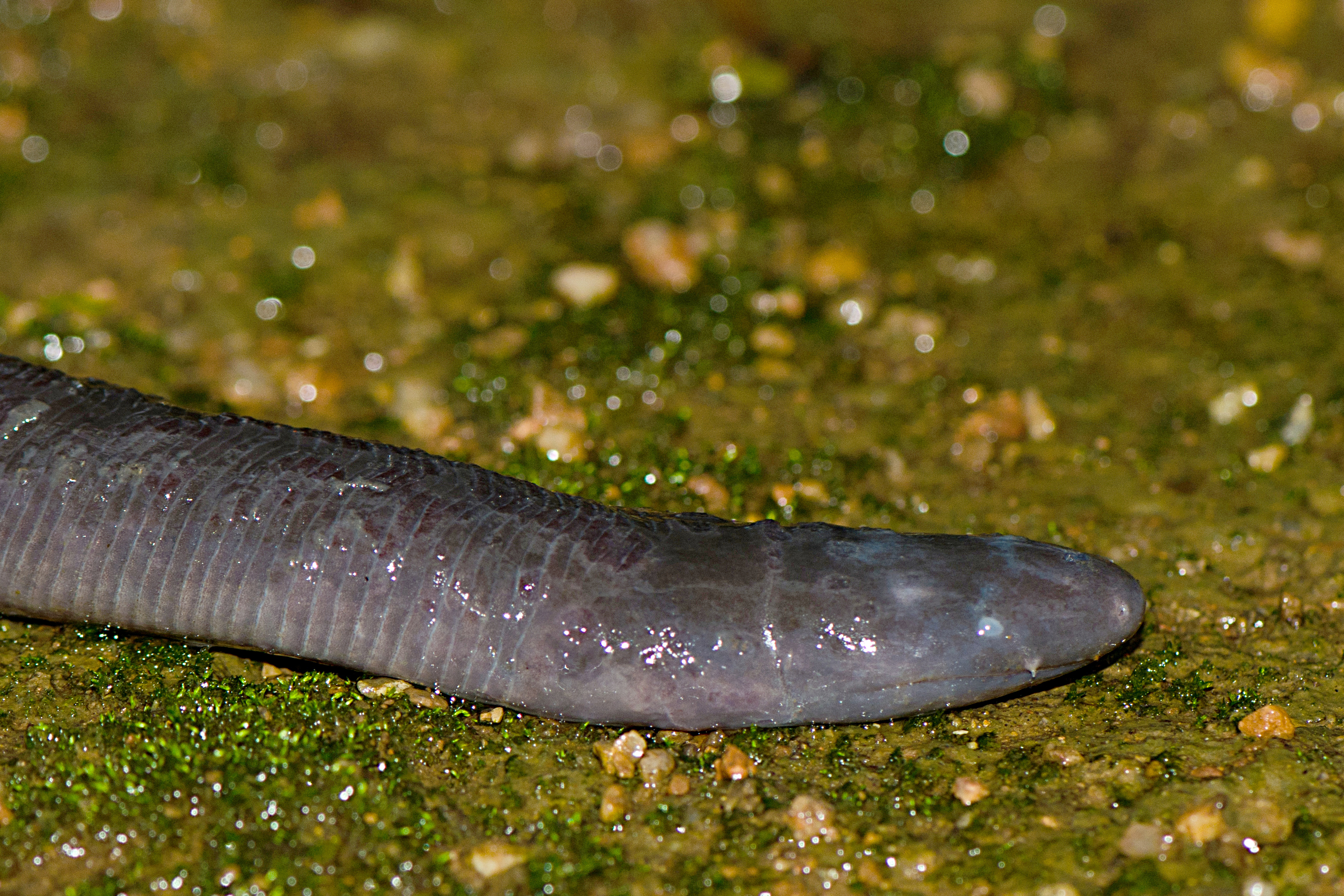
Červor bombajský (Ichthyophis bombayensis)
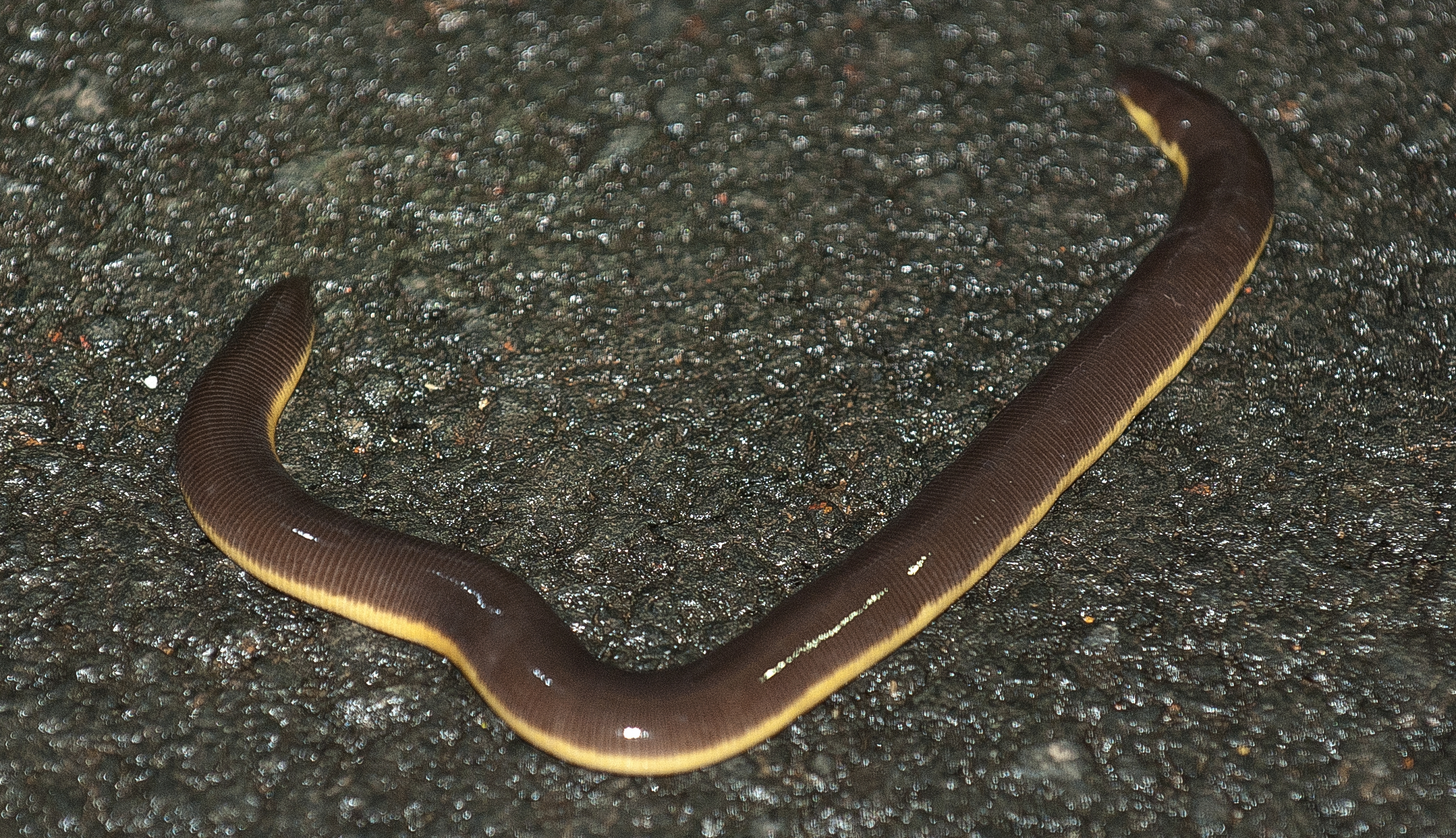
Červor indický (Ichthyophis beddomei)
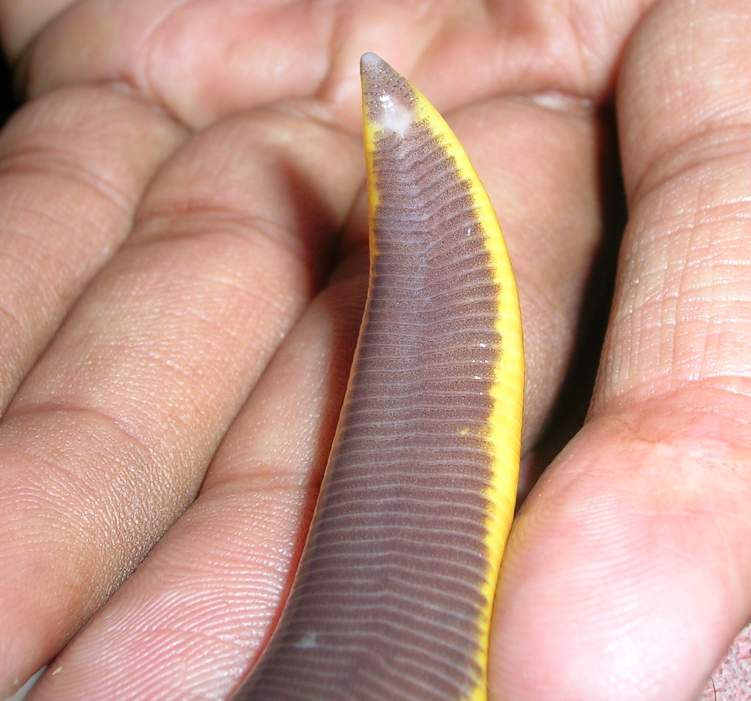
Záběr na ocas červora
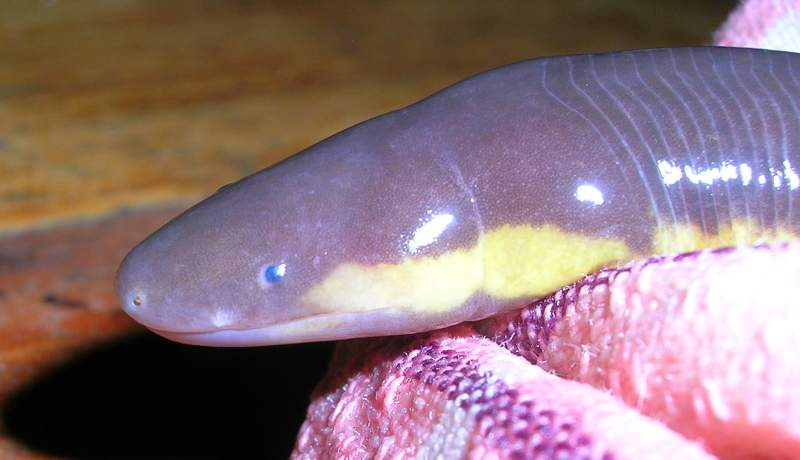
Blíže neurčený červor, hlava